# Basem Morsy
Basem Morsy Elkotb Abdalla (ar. باسم مرسي القطب عبد الله, ur. 1 stycznia 1992 w Tancie) – egipski piłkarz grający na pozycji napastnika. Od 2018 jest zawodnikiem klubu AE Larisa, do którego jest wypożyczony z klubu Zamalek SC.

## Kariera piłkarska
Swoją karierę piłkarską Morsy rozpoczął w klubie Petrojet FC. W 2012 roku awansował do pierwszego zespołu. 15 lutego 2013 zadebiutował w jego barwach w pierwszej lidze egipskiej w zremisowanym 1:1 wyjazdowym meczu z El-Entag El-Harby SC i w debiucie zdobył gola. W 2013 roku przeszedł do El-Entag El-Harby SC.
Latem 2014 roku Morsy został zawodnikiem Zamaleku. W sezonie 2014/2015 wywalczył z Zamalekiem mistrzostwo Egiptu oraz zdobył Puchar Egiptu. W sezonie 2015/2016 został z nim wicemistrzem kraju.
| Sezon   | Klub                 | Kraj   | Rozgrywki          | Mecze | Gole |
| ------- | -------------------- | ------ | ------------------ | ----- | ---- |
| 2012/13 | Petrojet FC          | Egipt  | I liga             | 12    | 4    |
| 2013/14 | El-Entag El-Harby SC | Egipt  | I liga             | 15    | 9    |
| 2014/15 | Zamalek SC           | Egipt  | I liga             | 31    | 18   |
| 2015/16 | Zamalek SC           | Egipt  | I liga             | 27    | 7    |
| 2016/17 | Zamalek SC           | Egipt  | I liga             | 24    | 7    |
| 2017/18 | Zamalek SC           | Egipt  | I liga             | 17    | 3    |
| 2017/18 | AE Larisa            | Grecja | Superleague Ellada |       |      |

## Kariera reprezentacyjna
W reprezentacji Egiptu Morsy zadebiutował 4 czerwca 2014 roku w zremisowanym 2:2 towarzyskim meczu z Jamajką. W debiucie zdobył gola.